# 海特啤酒

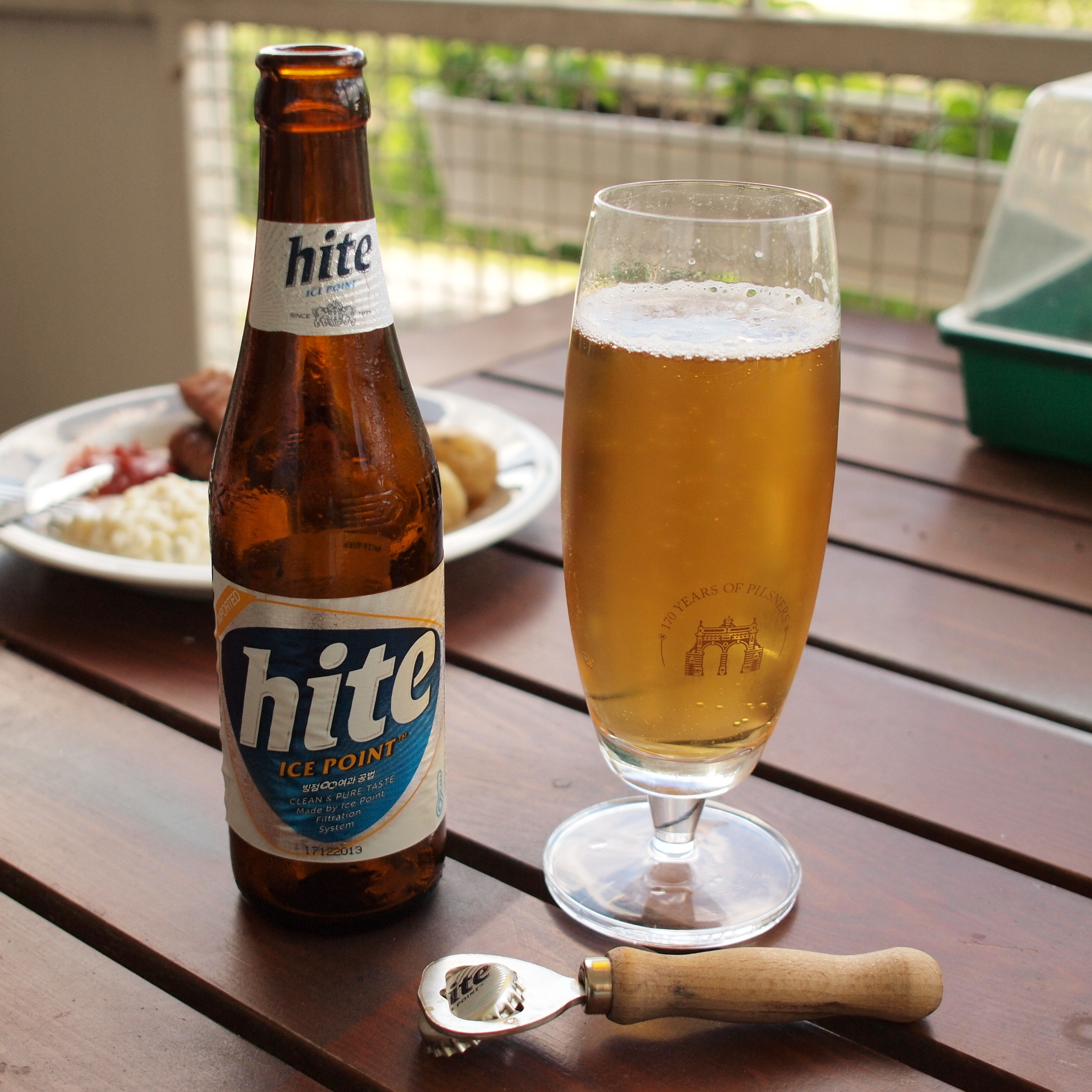
海特啤酒

海特啤酒（：／ Haiteu Maekju，韩交所：000080）是一家总部位于韩国首尔江南区的酿酒公司。其主要产品包括啤酒、米酒和矿泉水。海特啤酒创建于1933年，是韩国第一家也是最大的啤酒制造商，2002年其啤酒市场份额在韩国达到55%。
2005年，海特啤酒收购了韩国最大的烧酒品牌真露。

## 历史
海特啤酒成立于1933年，原名为朝鲜酿酒有限公司。1991年，首次推出深色苦味司陶特啤酒。1993年，首次推出未经热处理的生啤酒（扎啤）海特啤酒。於2005年海特啤酒收购了韩国最著名的烧酒酿造商真露。2008年，海特成为韩国足协正式赞助商。2009年，海特的销售额首次超过万亿，成为万亿俱乐部的成员。

### 海外扩张
海特集团于1962年开始向韩国以外的国家出口啤酒。出口目的地主要是日本、蒙古、中国、伊拉克和北美洲。海特啤酒在日本很受欢迎，2009年销售额增长了160%，每10个日本人中就有2人喝海特啤酒。海特啤酒的高端产品Premium Draft已经成为日本啤酒市场的第一品牌。2007年12月，海特啤酒在中国开设了分公司，总部位于北京。

## 品牌

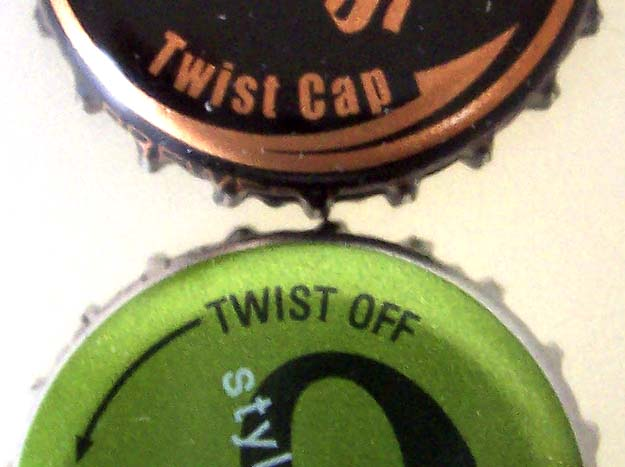
海特啤酒配有旋转式瓶盖，用手可以直接拧开酒瓶

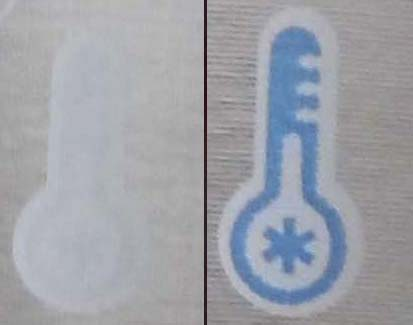
海特啤酒最佳口感温度指示灯左：常温；右：最佳口感指示灯亮起

- 海特啤酒Hite（하이트）

韩国销量最好的啤酒。海特拉格啤酒由麦芽和大米酿造而成，色泽金黄，味道微甜。海特啤酒瓶和易拉罐上印有最佳口感温度指示灯。海特啤酒与东方啤酒的OB啤酒是韩国两大啤酒巨头 -- 4.5度
- 麦思啤酒Prime Max（프라임 맥스）

韩国第三大啤酒品牌，由100%的麦芽酿造，因此价格要比一般的海特啤酒贵些，麦芽味道更丰富些。配有旋转式瓶盖，用手可以直接拧开酒瓶。 -- 4.5度
- 海特司陶特啤酒Hite Stout（스타우트）

深色苦味司陶特啤酒。配有旋转式瓶盖，用手可以直接拧开酒瓶。 -- 4.5度
- S啤酒Exfeel S（엑스필 에스）

S啤酒是面向年轻消费者的轻度啤酒，每100ml含有0.5g的植物纤维素。配有旋转式瓶盖，用手可以直接拧开酒瓶。  -- 4.0度
- Seok Su & Puriss Water（석수와 퓨리스）

海特真露集团出品的纯净水
- Hite dry finish

使用干酵母酿造 -- 5度
- 海特烧酒Hite Soju（하이트 소주）

海特集团出品的一个烧酒品牌